# John Alexander Simpson (médecin)
Pour les articles homonymes, voir John Simpson et Simpson.
John (Iain) Alexander Simpson, né le 30 mars 1922 à Greenock et mort le 13 mai 2009 est un médecin neurologue écossais et l'un des pionniers de l'électromyographie. On lui doit les premières études électrophysiologiques du syndrome du canal carpien en 1956 et des contributions majeures à l'étude des causes et des traitements de la myasthénie. Il enseigne la neurologie à l'université de Glasgow de 1964 à1987. 